# Aurilândia
Aurilândia è un comune del Brasile nello Stato del Goiás, parte della mesoregione del Centro Goiano e della microregione di Anicuns.